# Verwaltungsgemeinschaft Hörlkofen
Die Verwaltungsgemeinschaft Hörlkofen liegt im oberbayerischen Landkreis Erding und wird von folgenden Gemeinden gebildet:
1. Walpertskirchen, 2161 Einwohner, 18,45 km²
2. Wörth, 4354 Einwohner, 21,05 km²

Der Sitz der Verwaltungsgemeinschaft befindet sich im Ortsteil Hörlkofen der Gemeinde Wörth.

## Geschichte
Die Notwendigkeit der Bildung einer Verwaltungsgemeinschaft entstand mit der Gebietsreform in Bayern. Die Verwaltungsgemeinschaft Hörlkofen besteht seit dem 1. Mai 1978. Sie wurde nach dem Ort Hörlkofen bezeichnet, der zwischen den beiden Gemeindezentren liegt und Sitz der Verwaltungsgemeinschaft ist. Im Jahr 2000 wurde die Dorfmitte von Hörlkofen neu gestaltet. Dort wurde auch ein neues Dienstgebäude der Verwaltungsgemeinschaft angesiedelt.
Vorsitzender ist der Wörther Bürgermeister Thomas Gneißl (ÜPWG – Überparteiliche Wählergemeinschaft).